# 6th Army Group

Schulteraufnäher der 6. Heeresgruppe

Die 6th Army Group (deutsch 6. Heeresgruppe) war ein Großverband der Westalliierten im Zweiten Weltkrieg, der im Zeitraum 1944–1945 an der westeuropäischen Front eingesetzt wurde.
Der Oberbefehlshaber der 6th Army Group war der US-amerikanische General Jacob L. Devers, nachdem die Briten und Amerikaner während der Aufstellung der Heeresgruppe einen französischen General abgelehnt hatten. Ursprünglich diente die Heeresgruppe zur Koordinierung der alliierten Großverbände (7. US-Armee, französische 1. Armee), die im Zuge der Operation Dragoon (August 1944) in Südwestfrankreich an Land gegangen waren und die noch keine Landverbindung zu den alliierten Landungskräften der Operation Overlord (Juni 1944) hatten. In den ersten Wochen unterstand die 6th Army Group deshalb auch dem Hauptquartier (AFHQ) des alliierten Oberbefehlshabers für den Mittelmeerraum, Henry Wilson. Da die einzige französische Armee der Westfront Teil der Heeresgruppe war, war die Koordinierung zwischen französischen und amerikanischen Interessen eine der Problemstellungen der Heeresgruppe. Der Befehlshaber der französischen 1. Armee, Jean de Lattre de Tassigny, war zwar in der Befehlskette dem Oberbefehl Devers' unterstellt, hielt aber zeitgleich Verbindung mit dem politischen Führer der Freien Franzosen, Charles de Gaulle. De Gaulle intervenierte durch Anweisungen an De Lattre regelmäßig in der Kriegführung der 6. Heeresgruppe, um den französischen Prestigegewinn im Zuge der Operationen zu maximieren. Ähnlich verhielt er sich auch auf dem nordfranzösischen Kriegsschauplatz, etwa während der Befreiung von Paris (August 1944).
Nachdem die Landverbindung der beiden alliierten Brückenköpfe in Frankreich am 11. September 1944 hergestellt worden war, wurde die 6th Army Group am 15. September dem Oberbefehl von Dwight D. Eisenhower, dem Oberbefehlshaber der Expeditionsstreitkräfte, unterstellt. Mit der Vereinigung der beiden alliierten Brückenköpfe zur gemeinsamen Westfront nahm die 6th Army Group den südlichsten Platz in der alliierten Linie ein, wo sie zunächst am Oberrhein der deutschen Heeresgruppe G gegenüberstand. Damit war die 6th Army Group neben der 21st Army Group im Norden und der 12th Army Group im Zentrum eine der drei alliierten Heeresgruppen der Westfront. Die Kräfte der 6th Army Group kämpften zum Jahreswechsel 1944/45 sukzessive im deutsch-französischen Grenzgebiet (Brückenkopf Elsass, Unternehmen Nordwind). Das wichtigste unmittelbare Kriegsziel, besonders für die Franzosen, war hierbei die Stadt Straßburg. Nachdem Straßburg im November 1944 befreit worden war, erfolgte Ende Dezember 1944 der Befehl durch Eisenhower, Straßburg im Angesicht einer deutschen Gegenoffensive sowie vor dem Hintergrund der weiter nördlich erfolgten Ardennenoffensive zeitweise aufzugeben.
Auch im Kriegsjahr 1945 bildete die 6th Army Group die Südflanke der alliierten Kräfte an der Westfront; ihre Kräfte eroberten Südwestdeutschland (Kriegsende im Südschwarzwald), Bayern und das westliche Österreich. Zu den von der Heeresgruppe eroberten deutschen Großstädten zählten Stuttgart, Freiburg im Breisgau, Ulm, Augsburg und München. Ebenfalls im Bereich der Heeresgruppe lag Dachau, dessen Konzentrationslager von ihren US-Truppen befreit wurde (Bericht zum KZ Dachau).
Kurz vor der deutschen Gesamtkapitulation (8. Mai 1945) trafen Truppen der zur 6th Army Group gehörigen 7. Armee am Brennerpass auf ihre Landsleute der 5. US-Armee, die zur 15th Army Group (Italienfeldzug) gehörte.